# 군문초등학교
군문초등학교는 대한민국 경기도 평택시에 있는 공립 초등학교이다.